# Deluge
Deluge是一个功能齐全的跨平台BitTorrent 客户端软件，可在Linux, OS X, Unix和Windows操作系统下工作。它使用libtorrent作为其后端，有包括GTK+，网络远程客户端，命令行模式等多种用户界面。其设计方针是体积小巧且节约系统资源，通过丰富的插件来实现核心以外的众多功能。Deluge响应Freedesktop.org的倡议，兼容于GNOME, KDE, XFCE和其它多种桌面环境。它还是一款自由软件，使用GPLv3进行授权。

## 历史
Deluge由 ubuntuforum.org 网站的两位成员 Zach Tibbitts和Alan Zakai建立。在创立之初项目托管曾在Google Code之上，之后才建立了自己的网站。
在早期的开发过程中，Deluge曾经被命名为gTorrent，意思是GNOME桌面环境下的BitTorrent客户端。在第一个版本在2006年9月25日释出时，项目被重新命名为Deluge，以避免别人误会gTorrent只能用於GNOME。
利用0.4.x代码重写的0.5穏定版在2007年3月18日释出。在0.5.x版本中，全新支持了数据加密，Peer exchange，Si prefixes和UPnP。

## 基本功能
- 种子建立
- 插件支持
- UPnP和NAT-PMP网络支持
- 数据加密

Deluge支持下列网络功能：
- DHT支持
- uTorrent种子交换
- BitTorrent协定加密
- UPnP和NAT-PMP
- 代理支持
- 私人种子
- 各种限速
- RSS

另外，Deluge还支持下列功能：
- 在一个窗口内下载多个文件
- 预置文件空间
- 全局和个别文件速度限制
- 下载个别文件
- 文件预览
- 选择下载目录
- 使用排队来管理
- 可以在达到指定的上下载比例後停止上载
- 可最小化到系统列并指定密码保护

Deluge支持插件系统，包括下面的插件，现在标准发布包含所有的插件：
- Blocklist Importer
- Desired Ratio
- Extrastats
- Locations
- Network Activity Graph
- Network Health Monitor
- RSS Broadcatcher
- Torrent Creator
- Torrent Notification
- Torrent Search

### 参与
- Deluge开发计划首页（页面存档备份，存于）→Deluge官方使用Launchpad提供的开发平台
- Deluge翻译列表（页面存档备份，存于）→Deluge官方使用Launchpad提供的翻译平台

## 引用
1. ↑  .   [2011-02-18]. （原始内容存档于2011-02-10）.